# Jim Hall (boxeador)
Montague James Furlong (Murnbyee, 22 de julho de 1868 – Stevens Point, 14 de março de 1913) foi um pugilista australiano, que foi campeão australiano dos pesos-médios entre 1887 e 1891.

## Biografia
Jim Hall começou a praticar boxe em 1886, aos 17 anos, lutando primordialmente nas arenas de Sydney. Um ano mais tarde, em sua primeira disputa por um título, nocauteou Jim Fogarty e tornou-se campeão australiano dos pesos-médios.
Nos dois anos seguintes, Hall defendeu seu título com sucesso contra Edward Rollins, Jim Fogarty e Peter Boland, antes de colocar seu cinturão em disputa contra Bob Fitzsimmons. A rivalidade existente entre Hall e Fitzsimmons, que já haviam lutado quatro vezes antes de mais essa luta, tornou-se ainda mais acirrada depois dela, haja vista que apesar de Hall ter vencido a disputa dentro do ringue, mediante um nocaute no quarto assalto, Fitzsimmons posteriormente veio alegar que tinha concordado em perder a luta, em troca de dinheiro, que ainda segundo Fitzsimmnons, Hall nunca chegou a lhe pagar. Hall negou veementemente a história de Fitzsimmons.
Em seguida, Hall planejou uma viagem até os Estados Unidos, com o objetivo de desafiar o grande campeão mundial dos pesos-médios Jack Nonpareil Dempsey. Todavia, pouco antes de embarcar no navio que o levaria até a América, Hall envolveu-se em uma briga de bar, que acabou lhe rendendo uma facada na mão. Obrigado a permanecer na Austrália, recuperando-se de sua lesão, a amargura de Hall por Fitzsimmons só fez crescer, quando este último viajou até os Estados Unidos e tomou o título mundial de Dempsey.   
De volta aos ringues, Hall tornou a defender seu título de campeão australiano dos pesos-médios contra Eddie Welsh e Edward Rollins, antes de acabar perdendo-o para Professor McCarthy, em 1891. Três dias após perder seu título, Hall deciciu embarcar em um navio para os Estados Unidos.
Chegando à América, Hall logo tratou de desafiar seu arqui-rival Bob Fitzsimmons, que ainda era o detentor do título de campeão mundial dos pesos-médios. Uma luta entre os dois foi marcada para acontecer em Minnesota, em meados de 1891, porém o evento acabou sendo cancelado por ordem das autoridades locais. Não obstante, Hall seguiu treinando e lutando intensamente, tendo se mantido invicto durante todo o ano de 1892.
Finalmente, no princípio de 1893, Hall e Fitzsimmons subiram ao ringue, em uma luta válida pelo título mundial dos pesos-médios. Ocorrida em Nova Orleans, este tão antecipado combate entre Hall e Fitzsimmons não durou mais do que quatro rounds, que foi o tempo necessário para Fitzsimmons nocauteasse Hall.
Após essa dura derrota para Fitzsimmons, Hall se afundou de vez em seu alcoolismo, por vezes até subindo ao ringue em estado de embriaguez. Mesmo assim, ainda conseguiu se manter combativo frente a lutadores com Frank Paddy Slavin, Peter Maher e Kid McCoy. Em 1899, em uma de suas últimas lutas, Hall entrou no ringue contra Joe Choynski, em uma luta que parte dos historiadores de boxe de hoje consideram como sendo a primeira na categoria dos meios-pesados. Choynski venceu a luta, por nocaute, no terceiro assalto.
Hall lutou pela última vez, em 1900, quando conseguiu vencer Jim Scanlan, nos pontos, em seis rounds. Poucos meses depois, naquele mesmo ano, Hall foi diagnosticado como portador de tuberculose. Internado em um sanatório, em Stevens Point, Hall veio a falecer três anos mais tarde.